# Station Tsuchiyama
Tsuchiyama  (土山駅,  Tsuchiyama-eki) is een spoorwegstation in de Japanse stad Harima, in de prefectuur Hyōgo. Het wordt aangedaan door de JR Kobe-lijn. Het station heeft één eilandperron en één zijperron.

## Treindienst

### JR West
| 1 | ■ JR Kobe-lijn | richting Sannomiya, Amagasaki en Osaka                           |
| 2 | ■ JR Kobe-lijn | gebruikt voor zowel treinen richting Osaka als Okayama           |
| 3 | ■ JR Kobe-lijn | richting Himeji, Aioi, Banshu-Ako en Okayama (via de Sanyo-lijn) |

## Geschiedenis
Het station werd in 1888 geopend aan de spoorlijn tussen Akashi en Himeji. Tussen 1923 en 1984 stopte ook de (opgeheven) Tsuchiyama-lijn.

## Stationsomgeving
- Station Hanmachō aan de Sanyo-hoofdlijn.
- Jasco (supermarktketen)
- Æon Town Akashi shopping centre (winkelcentrum)
- Midori Denka (elektronicawinkel)
- Nikke GC golfbaan
- Akashi Dōjin-ziekenhuis

(Tōkaidō-lijn<<) · Ōsaka · Tsukamoto · Amagasaki · Tachibana · Koshienguchi · Nishinomiya · Sakura-Shukugawa · Ashiya · Konan-Yamate · Settsu-Motoyama · Sumiyoshi · Rokkomichi · Nada · Sannomiya · Motomachi · Kōbe · Hyōgo · Shin-Nagata · Takatori · Suma-Kaihinkōen · Suma · Shioya · Tarumi · Maiko · Asagiri · Akashi · Nishi-Akashi · Okubo · Uozumi · Tsuchiyama · Higashi-Kakogawa · Kakogawa · Hoden · Sone · Himeji-Bessho · Gochaku · Himeji · (>>Sanyō-lijn) 

Wadamisaki-lijn: Hyōgo · Wadamisaki